# Carlos Manuel Sada Solana
Carlos Manuel Sada Solana (Oaxaca de Juárez, 15 de agosto de 1952-8 de junio de 2023) fue un político y diplomático mexicano, que se desempeñó como presidente municipal de Oaxaca de Juárez, Cónsul de México en Toronto, San Antonio, Chicago, Nueva York y Los Ángeles, y embajador de México en Estados Unidos de 2016 a 2017, y de 2017 a 2018 fungió como Subsecretario para América del Norte en la Secretaría de Relaciones Exteriores.

## Estudios
Carlos Manuel Sada Solano era ingeniero egresado de la Universidad Iberoamericana y realizó estudios de posgrado en sistemas de producción en la Universidad de Newcastle, Desarrollo Regional en la Universidad Técnica de Delft y microeconomía en el Instituto de Administración Pública de La Haya.

## Carrera política y diplomática
Inició su actividad pública al ser nombrado en 1986 Secretario de Desarrollo Social y Económico de Oaxaca por el gobernador Heladio Ramírez López, permaneció en el cargo hasta 1989 en que recibe su primer nombramiento diplomático como Cónsul General de México en Toronto, Canadá.
Dejó el cargo al ser postulado candidato del PRI a Presidente Municipal de Oaxaca en 1992 y resultando electo, asumió el 1 de enero de 1993 hasta su conclusión el 31 de diciembre de 1995, al terminar el cargo volvió a la carrera diplomática y asumió el Consulado General en San Antonio, Texas, cesando en el cargo en 2000.
De 2000 a 2007 fue nombrado Cónsul General en Chicago y de 2007 a 2011 ocupó el cargo de Ministro de Asuntos con el Congreso de la Embajada de México en Estados Unidos y de 2011 a 2013 fue Cónsul de México en Nueva York. En el último año pasó con igual representación diplomática a Los Ángeles, California.
El 5 de abril de 2016 fue propuesto por el presidente Enrique Peña Nieto para el cargo de Embajador de México en Estados Unidos en sustitución de Miguel Basáñez Ebergenyi y ratificado por el Senado de la República el 21 de abril. Dejó la representación diplomática en enero de 2017, luego de la inauguración del presidente de Estados Unidos Donald Trump. Asumió como subsecretario para América del Norte en la Secretaría de Relaciones Exteriores desde el 23 de enero de 2017.
Falleció el día 8 de junio de 2023.